# Juviles
Juviles – gmina w Hiszpanii, w prowincji Grenada, w Andaluzji, o powierzchni 14,99 km². W 2011 roku gmina liczyła 163 mieszkańców.
Głównym bogactwem gminy jest produkcja i peklowanie szynki oraz turystyka wiejska.